# 뉴 라이프
《뉴 라이프》(Nouvelle Vie, New Life)는 미국에서 제작된 드류 워터스 감독의 2016년 드라마, 가족 영화이다. 조나단 패트릭 무어 등이 주연으로 출연하였다.

## 출연

### 주연
- 조나단 패트릭 무어
- 에린 비데아